# Classe Ehrensköld
La classe Ehrensköld fu una classe di cacciatorpediniere della Svenska marinen, composta da due unità entrate in servizio nel 1927.
Innovativi e meglio armati rispetto alle precedenti classi di cacciatorpediniere svedesi, gli Ehrensköld fecero da base per lo sviluppo delle successive classi di unità simili prodotte in Svezia; dopo aver servito durante il periodo della seconda guerra mondiale per garantire il rispetto della neutralità svedese, le due unità furono ricostruite come fregate antisommergibile nel corso dei primi anni 1950, rimanendo poi in servizio fino alla loro radiazione nel 1963.

## Il progetto

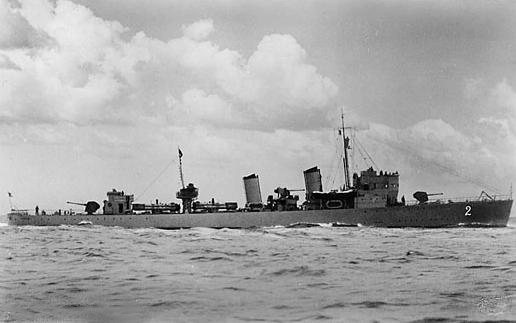
Lo HMS Nordenskjöld

Nei primi anni 1920 la Marina svedese aveva in servizio 10 cacciatorpediniere e 29 torpediniere di grossa stazza. I cacciatorpediniere, realizzati in varie classi tra il 1902 e il 1917, erano tra loro molto simili nel progetto, con un dislocamento di 450-500 tonnellate e un armamento basato su cannoni da 75 mm e tubi lanciasiluri da 457 mm. Queste unità risultavano in definitiva più piccole e meno pesantemente armate rispetto ai cacciatorpediniere di altre marine militari, in particolare se comparati alle unità simili in servizio con la Royal Navy britannica o la Raboče-Krest'janskij Krasnyj Flot sovietica.
Nel 1924 furono quindi commissionati ai cantieri della ditta Götaverken di Göteborg e alla Kockums di Malmö due cacciatorpediniere di design più moderno, più grandi e meglio armati dei precedenti. Le due nuove unità avevano uno scafo lungo 98 metri fuori tutto, largo 8.88 metri e con un pescaggio di 3,8 metri; il dislocamento standard ammontava a 990 tonnellate. L'apparato propulsivo era basato su due turbine a vapore de Laval con due alberi motore, alimentate da tre caldaie a tubi d'acqua Penhoët e con una potenza di 34.000 shp (25.000 kW); la velocità massima raggiungibile ammontava a 36 nodi (67 km/h), con una autonomia di 1.600 miglia nautiche a 16 nodi (3.000 km a 30 km/h).
L'armamento principale poteva contare su tre cannoni M/24 della Bofors in calibro 120 mm, montati in altrettante installazioni singole: una a prua, una a poppa e una collocata a centro nave in mezzo ai due fumaioli (una soluzione che tuttavia limitava l'arco di tiro del pezzo). La difesa antiaerea era inizialmente affidata a due cannoni automatici Vickers-Armstrong QF 2 lb da 40 mm, poi rimpiazzati da altrettanti più moderni pezzi Bofors 40 mm, l'armamento silurante era costituito da due impianti tripli di tubi lanciasiluri da 533 mm, e le unità potevano inoltre essere attrezzate per l'imbarco e la posa di 20 mine navali.
Durante il periodo della seconda guerra mondiale l'armamento antiaereo degli Ehrensköld fu potenziato rimpiazzando i due Bofors da 40 mm con quattro cannoni a tiro rapido da 25 mm. Tra il 1950 e il 1951, invece, i due cacciatorpediniere furono ricostruiti come fregate antisommergibili: l'armamento fu modificato in un cannone da 120 mm, quattro cannoni antiaerei da 40 mm, una mitragliera da 20 mm nonché lanciatori per bombe di profondità, con un aumento del dislocamento standard a 1.080 tonnellate (1.250 tonnellate a pieno carico) e una riduzione della velocità massima a 30 nodi.

## Unità
| Nome             | Costruttore | Impostazione | Varo              | Entrata in servizio | Destino finale                                                               |
| ---------------- | ----------- | ------------ | ----------------- | ------------------- | ---------------------------------------------------------------------------- |
| HMS Ehrensköld   | Kockums     | 1924         | 25 settembre 1926 | 14 settembre 1927   | radiato il 1º aprile 1963 e impiegato come nave bersaglio, demolito nel 1974 |
| HMS Nordenskjöld | Götaverken  | 1924         | 19 giugno 1926    | 27 settembre 1927   | radiato il 1º aprile 1963 e impiegato come nave bersaglio, demolito nel 1964 |